# Isaak Deutsch
Isaak Deutsch (auch Isak Deutsch, Itzhak Deytsh etc.; geboren 18. Dezemberjul. / 30. Dezember 1884greg. in Tultschyn, Gouvernement Podolien, Russisches Kaiserreich; gestorben 1934 in São Paulo, Brasilien) war ein jiddischer Schauspieler und Theaterleiter, der in verschiedenen Ländern Europas und  Südamerikas auftrat.

## Leben
Jitzchak Solomjanik war ein Sohn eines jüdischen Melamed (religiöser Kinderlehrer) und Maskil (Aufklärer) in Tultschyn, der dort der Deutsche genannt wurde. Er besuchte dessen Cheder (Schule) und erlernte danach den Beruf eines Schlossers.
Danach arbeitete er in Odessa in zwei Fabriken.
Als er zum Wehrdienst eingezogen werden sollte, floh Isaak Deutsch nach Brody in Galizien in Österreich-Ungarn. Dort sang er auch in einem jüdischen Chor, den sein Bruder leitete. Er spielte erste Rollen in Theatern in Lemberg und in Czernowitz. Seine schöne Tenorstimme machte ihn bald zum Liebling des jüdischen Theaterpublikums.
1912 kam er nach Wien, wo er in der Volksbühne unter Hans  Ziegler spielte. Dort  wurde er durch Jacob Mestel  auf die jiddische Literatur aufmerksam gemacht.
Seit 1919 gehörte Isaak Deutsch zur neu gegründeten Freien Jüdischen Volksbühne, deren Geschäftsführer und Mitgesellschafter er spätestens seit 1921 war.
Nach einer Tournee durch Rumänien 1922 fiel das Ensemble auseinander.
Isaak Deutsch trat 1923 wieder  in Wien auf und gastierte danach auch in Paris.
Seit 1925 lebte und spielte er in Argentinien, 1927 in Brasilien und 1928 in Südafrika.
In diesem Jahr kehrte er noch einmal nach Wien zurück, wo er für die Jüdischen Künstlerspiele spielte.
1929 zog er wieder nach Argentinien, wo er auch im Teatro Olimpia in Buenos Aires auftrat, gemeinsam mit Esther Perlman.
1934 starb er in Brasilien im Alter von 49 Jahren.
Isaak Deutsch war mit Mina (Minnie) Menkes (1883–nach 1929) verheiratet, die er in Lemberg kennengelernt hatte und mit der er mindestens bis 1929 in verschiedenen Theatern gemeinsam auftrat.

## Erhaltene Werke
Von ihm ist eine Grammophonaufnahme mit dem bekannten Lied Ruzinkes mit Mandeln aus der Operette Sulamith von Abraham Goldfaden von 1907 aus Lemberg erhalten.
Er spielte wahrscheinlich in dem österreichischen Stummfilmdrama Der Fluch von 1924 als Zuhälter (als Isak Deutsch) mit.